# Seven Mile Beach (strand i Caymanöarna)
Seven Mile Beach är en strand i Caymanöarna (Storbritannien). Den ligger i den västra delen av Caymanöarna. Seven Mile Beach ligger på ön Grand Cayman.